# Resonanz (Luhmann)
Resonanz ist in der soziologischen Systemtheorie (Niklas Luhmann) eine Übertragungsmöglichkeit (für Prozesse) zwischen miteinander verbundenen Systemen bzw. von direkt benachbarten Systembestandteilen innerhalb eines Systems aufgrund der Gleichartigkeit beider.
Resonanz setzt voraus, dass
- gleichartige Systemzonen existieren und
- eine Verbindung (zum Austausch) zwischen diesen besteht.

Die Resonanz vollzieht sich derart, dass das zeitliche Verhalten in der einen Zone auf die andere übergeht bzw. übergehen kann. Zum Beispiel richten sich betriebliche Urlaubspläne nach den Schulferien eines Bundeslandes. Im Allgemeinen wird diese Übertragung desto besser, je ähnlicher die beiden Instanzen einander sind, und desto geringer, je unähnlicher. Hier spielt die Zusammenführbarkeit (Angepasstheit von Botschaft und deren Medium) die entscheidende Rolle. Leichte Wiederholbarkeit (= energieverlustlose Übertragung) und das Maß des übertragenen sozialen Druckes beeinflussen einander.
Neben dem Resonanzbegriff Luhmanns gibt es in der Soziologie außerdem eine Theorie der Resonanz, welche von Hartmut Rosa stammt. Seine Theorie möchte mit der Resonanz einen positiven Gegenbegriff zu dem der Entfremdung etablieren (siehe Resonanz (Soziologie)).